# Hiroshi Araki (1935)
Pour les articles homonymes, voir Araki.
Ne doit pas être confondu avec Hiroshi Araki.
Hiroshi Araki, né en 1935, est un astronome amateur. L'astéroïde (8707) Arakihiroshi est nommé d'après lui. La citation de nommage est la suivante :
« Hiroshi Araki (b. 1935) has been an amateur astronomer for more than half a century. During the close approach of Mars in 1956 he made many beautiful sketches of the planet. He is also an enthusiast in orbital calculation and optical designing. »
soit en français :

« Hiroshi Araki (né en 1935) est un astronome amateur depuis plus d'un demi-siècle. Lors du passage rapproché de Mars en 1956, il a fait beaucoup de beaux dessins de la planète. Il est aussi un enthousiaste en calcul d'orbites et en design optique. »